# 680年代

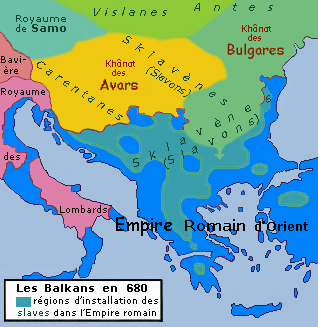
680年代的巴尔干半岛

| 千纪： | 1千纪                                                                                  |
| 世纪： | 6世纪 \| 7世纪 \| 8世纪                                                                |
| 年代： | 650年代 \| 660年代 \| 670年代 \| 680年代 \| 690年代 \| 700年代 \| 710年代              |
| 年份： | 680年 \| 681年 \| 682年 \| 683年 \| 684年 \| 685年 \| 686年 \| 687年 \| 688年 \| 689年 |

## 大事记

### 680年
- 定襄道大總管裴行儉擊突厥，阿史那泥熟匐可汗為其下所殺。太子李賢被廢，立李哲為太子。
- 拜占庭-保加利亚战争：在阿斯帕鲁赫统治下的保加利亚人征服巴尔干山脉以北的今保加利亚。君士坦丁四世率领陆、海军联合对抗入侵者，并围攻他们在多布罗加的设防营地[1]。万巴国王在位8年后被废黜，被迫退休到修道院。他的继任者是成为西哥特王国统治者的埃尔维格。
- 多雷斯塔德商场（集镇）在莱茵河口附近建立，并很快成为北海地区的主要贸易定居点。

### 681年
- 阿史那伏念又稱可汗，裴行儉擒阿史那伏念，斬於長安。
- 拜占庭-保加利亚战争：君士坦丁四世被迫承认位于默西亚的保加利亚帝国，并支付保护费以避免进一步侵入拜占庭色雷斯[2]。因此，君士坦丁建立了拜占庭帝国（位于巴尔干东南部）的色雷斯军区[3]。

### 682年
- 西突厥阿史那車薄率十姓部落，稱可汗，圍弓月城。安西都護王方翼戰於熱海，西突厥潰散。

### 683年
- 唐中宗李哲嗣位，尊武则天為皇太后，內史裴炎輔政。

### 684年
- 武则天廢唐中宗為廬陵王，立李旦為帝，是為唐睿宗，武则天臨朝。眉州刺史徐敬業、長安主簿駱賓王，於揚州起兵討武则天，兵败被杀。

### 686年
- 武则天任用酷吏秋官侍郎周興、御史中丞來俊臣、游擊將軍索元禮。

### 687年
- 武则天殺鳳閣侍郎劉禕之，貶死李孝逸。

### 688年
- 武则天殺太子通事舍人郝象賢、韓王李元嘉、魯王李靈夔、黃公李譔、常樂公主、東莞公李融、霍王李元軌、江都王李緒。琅邪王李沖、越王李貞，先後起兵討武则天，兵敗被殺。

### 689年
- 武则天殺汝南王李煒、鄱陽公李諲、紀王李慎、東平王李續、嗣鄭王李敬、地官尚書魏玄同、彭州長史劉易從、右武衛大將軍黑齒常之、天官侍郎鄧玄挺等人。

## 出生
- 680年，吴道子
- 685年，唐玄宗

## 逝世
- 681年，阿史那伏念，唐初的突厥可汗。
- 682年，孙思邈，唐朝名醫。
- 683年，唐高宗，唐朝第三任皇帝。
- 686年，天武天皇，日本歷史上第四十代天皇。